# Susanne Thienel
Susanne Thienel es una deportista alemana que compitió para la RFA en remo como timonel. Ganó una medalla de bronce en el Campeonato Mundial de Remo de 1975, en la prueba de cuatro con timonel.

## Palmarés internacional
| Campeonato Mundial | Campeonato Mundial       | Campeonato Mundial | Campeonato Mundial |
| Año                | Lugar                    | Medalla            | Prueba             |
| ------------------ | ------------------------ | ------------------ | ------------------ |
| 1975               | Nottingham (Reino Unido) | Medalla de bronce  | Cuatro con timonel |